# Logparser
logparser es una utilidad de línea de comandos flexible que fue escrita inicialmente por Gabriele Giuseppini, un empleado de Microsoft, para automatizar pruebas del registro de IIS. La intención fue usarlo con el sistema operativo Windows y fue incluido con las herramientas del kit de recursos de IIS 6.0. El comportamiento predeterminado de logparser es como un "canal de procesamiento de datos", tomando una expresión SQL en la línea de comando y generando las líneas que contienen coincidencias para la expresión SQL.
Microsoft describe Logparser como una herramienta potente y versátil que proporciona acceso de consulta universal a datos basados en texto, como archivos de registro, archivos XML y archivos CSV, así como fuentes de datos clave en el sistema operativo Windows, como el Registro de eventos del sistema, el Registro de Windows, el sistema de archivos y Directorio Activo. Los resultados de la consulta de entrada pueden tener un formato de salida personalizado basada en texto o pueden persistir en objetivos más especializados como SQL, SYSLOG o un gráfico.
Uso común:
```
$ logparser <opciones> <expresión SQL>
```

Ejemplo: seleccionar la fecha, la hora y el nombre de usuario del cliente para acceder a los archivos ASPX, tomados de todos los archivos .log en el directorio actual.
```
$ logparser -i:IISW3C -q " 
SELECT
 
date
,
 
time
,
 
cs
-
username
 
FROM
 
*
.
log
 
WHERE
 
cs
-
uri
-
stem
 
LIKE
 
'%.aspx'
 
ORDER
 
BY
 
date
,
 
time
;
 "
```